# Webley-Fosbery
La Webley-Fosbery Self-Cocking Automatic Revolver (Rivoltella Webley-Fosbery automatica auto-armante) è una rivoltella progettata da George Vincent Fosbery, VC e prodotta dalla Webley & Scott dal 1901 al 1924. L'arma è facilmente riconoscibile grazie al tamburo con scanalature a zig-zag.

## Storia
Era il periodo in cui stavano venendo prodotte le prime pistole semiautomatiche, quando il colonnello Fosbery (1832–1907) ideò una rivoltella che armava il cane e ruotava il tamburo facendo indietreggiare l'insieme canna-tamburo-castello superiore sul castello inferiore. Il prototipo era una Colt Single Action Army modificata. L'arma venne brevettata il 16 agosto 1895, e i successivi miglioramenti in giugno e ottobre del 1896.
Presentò il suo modello alla P. Webley & Son di Birmingham (dal 1897 Webley & Scott Revolver and Arms Co.), la principale casa produttrice delle rivoltelle per l'esercito inglese, e produttrice di armi civili. Il modello, ulteriormente sviluppato, fu presentato ai tornei di tiro a Bisley nel luglio del 1900.

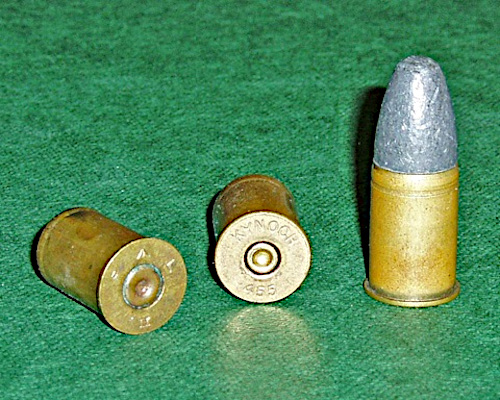
Munizioni .455in SAA Ball

Fu inizialmente prodotta in.455 (cartuccia per pistola d'ordinanza dell'esercito inglese), e più tardi in.38 ACP (da non confondersi con il .380 ACP). La versione in.455 aveva un cilindro da 6 colpi, mentre la versione calibro.38 aveva un cilindro da 8 colpi caricabile attraverso un caricatore veloce circolare ("full-moon clip, cioè caricatore a Luna piena"). La versione in.38 aveva un tamburo più corto, e quindi uno spazio di rinculo dell'insieme superiore più corto. Varie modifiche portarono a sei versioni di produzione, dalla Mk. I alla Mk. VI.
Per uso civile la Webley-Fosbery era popolare con i praticanti di tiro a segno, siccome tirare il grilletto non ruotava il cilindro, lo sparo era più fluido, permettendo un tiro più rapido e accurato. Era disponibile in varie configurazioni standard con canne da 191 mm, 152 mm e 102 mm, ed era anche producibile su richiesta. Potevano essere richieste con rigatura della canna Metford. L'arma poteva anche essere acquistata con un adattatore per colpo singolo calibro.22 per il tiro a segno competitivo, dove il tamburo era rimosso e l'adattatore inserito nella canna.

### Uso in guerra
Anche se Webley vedeva l'arma come ottimale arma secondaria per la cavalleria, la Webley-Fosbery non fu mai ufficialmente presa in dotazione come pistola d'ordinanza. Lunga più di 280 mm e pesante circa 1,24 kg da scarica, era eccessivamente pesante e scomoda anche per gli standard di quel periodo. Vari modelli furono prodotti, e videro un servizio limitato durante la Guerra Boera, e nella prima guerra mondiale, dove alcuni modelli acquistati privatamente venivano usati da ufficiali ed aviatori camerata per la.455. A causa delle superfici di rinculo precisamente scavate l'arma era troppo suscettibile al fango e pioggia rispetto ad altre armi del periodo. È spesso detto che l'arma richiedeva una presa forte per assicurarsi che l'arma azionasse completamente il ciclo. Un altro punto a sfavore era l'armamento iniziale. Mentre in altre rivoltelle del periodo bastava tirare indietro il cane (per il quale bastava una mano), per la Webley-Fosbery andava tirato indietro l'intero insieme superiore, un'azione che richiedeva due mani.
La costruzione dell'arma non andò oltre la prima guerra mondiale, con una produzione inferiore a 5000 pezzi, che rimasero in parte invenduti, e venne tenuta in catalogo fino al 1939.